# Полевое (Херсонская область)
Полевое (укр. Польове) — село в Мирненской поселковой общине Скадовского района Херсонской области Украины. В 2022 году, во время вторжения России на Украину, село было захвачено. На данный момент находится под оккупацией войсками РФ.
Население по переписи 2001 года составляло 124 человека. Почтовый индекс — 75821. Телефонный код — 5530. Код КОАТУУ — 6523287705.

## Местный совет
75830, Херсонская обл., Каланчакский р-н, с. Червоный Чабан, ул. Ленина, 23